# Copa América de fútbol playa 2012
La Copa América de Fútbol Playa 2012 fue la primera edición del torneo patrocinado por Beach Soccer Worldwide (BSWW) que se desarrolló del 16 al 18 de marzo en Rio Quente Resorts, Goiás, Brasil. Los equipos participantes eran las selecciones nacionales de Brasil, Argentina, Estados Unidos y México.
Brasil fue la selección ganadora del torneo, y los reconocimientos individuales fueron otorgados a Bruno Malias como jugador más valioso; André y Bruno Malias, mejores anotadores con seis goles cada uno; y Mão, mejor guardameta.

## Sistema de competencia
El torneo se llevó a cabo bajo el sistema de eliminación directa de la siguiente manera:
- En la primera jornada los equipos fueron emparejados en dos llaves.
- En la segunda jornada los equipos ganadores de la primera jornada enfrentaron a los perdedores de la llave contraria.
- En la tercera jornada los perdedores de la segunda jornada se enfrentaron entre sí para decidir el tercer puesto, mientras que los ganadores decidieron el ganador del torneo.

## Equipos participantes
| Equipos participantes | Equipos participantes | Equipos participantes | Equipos participantes |
| --------------------- | --------------------- | --------------------- | --------------------- |
| Brasil                | Argentina             | Estados Unidos        | México                |

## Posiciones
| Equipo         | Pts | PJ | PG | PG+ | PP | GF | GC | Dif |
| -------------- | --- | -- | -- | --- | -- | -- | -- | --- |
| Brasil         | 9   | 3  | 3  | 0   | 0  | 23 | 10 | 13  |
| México         | 5   | 3  | 1  | 1   | 1  | 12 | 9  | 3   |
| Argentina      | 2   | 3  | 0  | 1   | 2  | 10 | 18 | -8  |
| Estados Unidos | 0   | 3  | 0  | 0   | 3  | 12 | 20 | -8  |

## Calendario y resultados
| 16 de marzo | México | 6:2 | Argentina | Rio Quente Resorts, Goiás, Brasil |  |

| 16 de marzo | Estados Unidos | 4:12 | Brasil | Rio Quente Resorts, Goiás, Brasil |  |

| 17 de marzo | México | 3:3 (t. s.)(3:2 p.) | Estados Unidos | Rio Quente Resorts, Goiás, Brasil |  |

| 16 de marzo | Brasil | 7:3 | Argentina | Rio Quente Resorts, Goiás, Brasil |  |

| 17 de marzo | Estados Unidos | 5:5 (t. s.)(0:1 p.) | Argentina | Rio Quente Resorts, Goiás, Brasil |  |

| 16 de marzo | México | 3:4 | Brasil | Rio Quente Resorts, Goiás, Brasil |  |